# Із крові й попелу
«Із крові й попелу» — романтичне фентезі, перша книга із серії «Кров і попіл» американської письменниці Дженніфер Лінн Арментраут. Опублікована видавництвом Blue Box Press у 2020 році.

## Сюжет
Пенеллафі Балфур, вона ж Маківка — осиротіла донька багатіїв, наближених до королівської родини. Також вона є Дівою. Діву роками готують до важливого релігійного ритуалу, глибоко шанують і ревно стережуть, тож Маківка виросла в достатку й має все, крім особистої свободи. Вона скута жорсткими рамками правил, але нишком порушує їх усі: навчається бойових мистецтв, допомагає тим, кому пощастило менше, потай вибирається на прогулянки до міста й не тільки. Під час однієї з таких прогулянок Маківка, сховавшись під маскою, зустрічає прекрасного незнайомця. Той плутає її зі служницею, з якою в нього побачення, — розвага, про яку Діві навіть мріяти не можна. Невдовзі цей прекрасний незнайомець опиняється в замку, де живе Маківка, і стає її новим особистим охоронцем. Дівчина шокована. Однак це — лише початок пригод, які спонукають її засумніватися майже в усьому, що вона знає про людство.

## Головні герої
- Пенеллафі Балфур (Маківка) — колишня Діва або Обрана в Королівстві Соліс і законна Королева Атлантії.
- Король Кастіл Да'Нір — колишній принц, а нині діючий правитель Атлантії.
- Королева Ісбет, також відома як Ілеана та мама Пенеллафі і часто згадувана як «Кривава Королева» — була колишньою коханкою короля Малека та правителькою Королівства Соліс до своєї смерті. Вона відповідала за те, що Пенеллафі Бальфур стала Дівою.
- Ніктос — поточний Першоначальник Смерті та Король Богів.
- Міллісент — колишня Служниця та старша дочка Айрес та Ісбет.
- Кіран Конту — вовк та радник короля Кастела Да'Ніра та королеви Пенеллафи Бальфур з Атлантії.
- Малік Да'Нір — принц Атлантії.

## Інші книги з циклу
Книга 2. Королівство плоті й вогню.
Книга 3.Корона з позолочених кісток.
Книга 4.Війна двох королев.

## Лімітоване видання
Видавництво BookChef створили лімітоване подарункове ілюстроване видання у велюровій обкладинці та з кольоровим зрізом. Очікувана дата початку продажів: 15.05.2023.